# Eddie Owens
Edward Owens, detto Eddie (Houston, 26 dicembre 1953), è un ex cestista statunitense, professionista nella NBA con i Buffalo Braves.

## Carriera
Dopo quattro stagioni alla University of Nevada di Las Vegas, venne selezionato al secondo giro del Draft NBA 1977 dai Kansas City Kings, venendo però tagliato in ottobre, senza mai esordire in NBA. Giocò quindi nei Rochester Zeniths, squadra che militò nella All-American Basketball Alliance, lega esistita fino al febbraio 1978.
Fece il suo esordio in NBA nel marzo 1978 con la maglia dei Buffalo Braves, che lo ingaggiarono da free agent; in totale disputò 8 partite, realizzando 21 punti. Dopo l'esperienza con i Braves, tornò ancora ai Rochester Zeniths, nel frattempo iscritti in Continental Basketball Association.

## Palmarès
- Campione AABA (1978)